# Nemacheilus smithi
Nemacheilus smithi är en fiskart som först beskrevs av Greenwood, 1976.  Nemacheilus smithi ingår i släktet Nemacheilus och familjen grönlingsfiskar. IUCN kategoriserar arten globalt som sårbar. Inga underarter finns listade i Catalogue of Life.